# Baron Chen
Baron Chen Chu He, noto anche con i nomi d'arte Chen Xiaobao (陳小宝) e River Chen (cinese tradizionale: 陳楚河; pinyin: Chén Chǔhé; Taiwan, 9 maggio 1978) è un attore e modello taiwanese.

## Biografia
Chen è figlio di Chen Chi-li, il presunto capo di una gang che commissionò l'assassinio del giornalista dissidente Henry Liu nel 1984. Studia Scienze del Turismo alla Chinese Culture University di Taipei.
Chen ha fatto la sua apparizione più importante nel film Kung Fu Dunk, ma è stato conosciuto dal grande pubblico per il suo ruolo di Dylan nel Drama taiwanese con gli indici di ascolto maggiori, Fated to Love You. È anche apparso in due video musicali di Jay Chou, per le canzoni "Qinghua Ci" (青花瓷) tratta dall'album On the Run, e "Huahai" (花海) tratta dall'album Capricorn.

## Filmografia

### Teatro
- Fated to Love You (2008): Dylan / Dai Jianren

### Cinema
- Kung Fu Dunk (2008): Xiao Lan